# Маляр Ганна Василівна
Га́нна Васи́лівна Ма́ляр (нар. 28 липня 1978; Київ, Українська РСР) — український політик, адвокат, криміналіст, громадський діяч. Заступник Міністра оборони України (2021—2023). Кандидат юридичних наук. У жовтні 2022 року увійшла до списку 25 найвпливовіших українських військових від НВ.

## Життєпис
Народилась 28 липня 1978 року в Києві.
- У 2000 році закінчила Міжнародний інститут лінгвістики й права.
- У 2007 році отримала свідоцтво на право займатися адвокатською діяльністю.
- 2010 року стала кандидатом юридичних наук.
- Пройшла навчання «перемовника у збройних конфліктах» та отримала сертифікат Нідерландського інституту міжнародних відносин «Clingendael».

## Професійна діяльність
2010 — працювала в Державному науково-дослідному інституті митної справи на посаді заступника начальника відділу правових проблем митної справи. Радниця митної служби 3-го рангу.
У 2013—2020 роках викладала у Національній школі суддів України за напрямом кримінально-правової кваліфікації агресивної війни та інших злочинів, які вчиняються в зоні бойових дій. Автор понад 40 наукових праць. Вивчила та систематизувала вироки вітчизняних судів щодо злочинів, учинених з 2014 по 2019 роки та кваліфікованих як терористичні злочини або як агресія. Роозробила концепцію правової оцінки подій в Криму та на сході України, яка використовується у слідчій та судовій практиці. Досліджувала вітчизняне законодавство та судову практику щодо притягнення до кримінальної відповідальності за підготовку, розв'язування та ведення агресивної війни.
Законопроектна діяльність. Співавтор Закону «Про внесення змін до деяких законодавчих актів України щодо впровадження Єдиного реєстру осіб, засуджених за злочини проти статевої свободи та статевої недоторканості малолітньої особи, та посилення відповідальності за злочини, вчинені проти статевої свободи та статевої недоторканості малолітньої особи» Співавтор закону «Про внесення змін до Кримінального кодексу України (щодо встановлення кримінальної відповідальності за сприяння вчиненню самогубства)»[6]. Зміни стосувались притягненню до відповідальності осіб, які схиляють до самогубства через інтернет.
Автор та ведуча циклу програм «Український вимір» на Українському національному радіо, автор та ведуча проекту «Політика очима юриста» на телеканалі Еспресо, ведуча програми «Кримінал» на телеканалі Прямий, автор колонки в Українській правді, яка налічує 59 статей.
2018—2021 — тренер підрозділів Служби безпеки України зі стратегічних комунікацій.
З 2020 —2023— позаштатний консультант Комітету Верховної Ради з питань національної безпеки, оборони та розвідки.
4 серпня 2021 — призначена Кабінетом Міністрів України заступником Міністра оборони України.
18 вересня 2023 — звільнена Кабінетом Міністрів України з посади заступника Міністра оборони України. Публічний звіт про роботу зроблену на посаді
У 2022 році війшла до рейтингу 25-ти найвпливовіших українських військових за версією видання НВ